# Thomas Fuchs von Wallburg

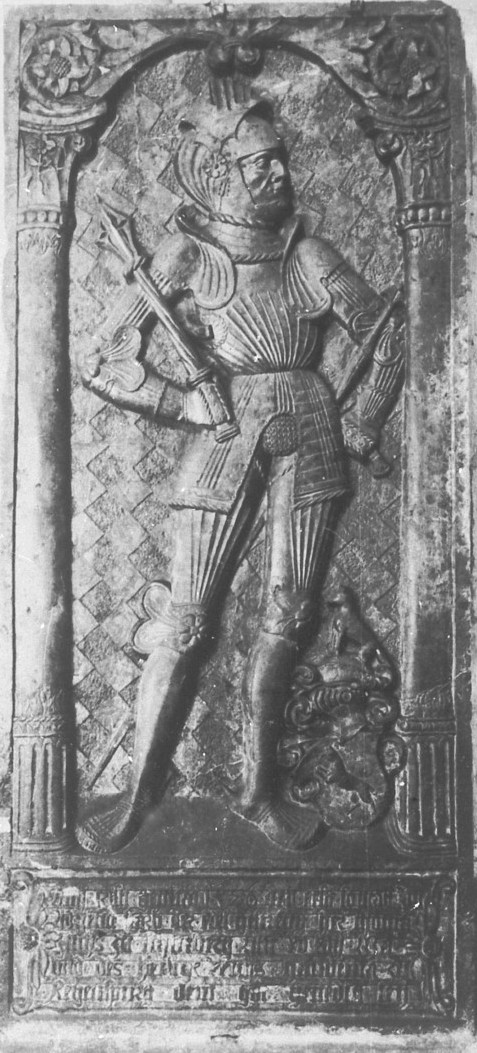
Thomas Fuchs, Grabplatte in der Dominikanerkirche St. Blasius (Regensburg) von Jörg Gartner

Thomas Fuchs von Wallburg zu Schneeberg († 2. Dezember 1526) entstammt dem fränkischen Adelsgeschlecht der Fuchs und war von 1512 bis zu seinem Tod Reichshauptmann in Regensburg.

## Einsetzung als Reichshauptmann
Im Schiedsspruch von Augsburg war 1492 der Bayernherzog Albrecht IV. vom Kaiser gezwungen worden, die von ihm annektierte freie Reichsstadt Regensburg, die sich ihm 1486 freiwillig ergeben hatte, wieder herauszugeben. Die Stadt verlor ihren Status als „Freie Stadt“ und wurde gezwungen, den Kaiser als oberste Autorität anzuerkennen und ihm zu huldigen. Zur Wahrnehmung der Interessen des Kaisers in der Stadt und zur Überwachung des Rates der Stadt wurden zunächst kaiserliche Kommissare eingesetzt. Ab 1499 wurden deren Aufgaben auf einen vom Kaiser bestellten Reichshauptmann übertragen, der in der Stadt residieren sollte. Über den Reichshauptmann konnte der Kaiser direkt Einfluss auf die Besetzung des Inneren Rates und auf die Entwicklung der Stadt nehmen. Der erste Reichshauptmann, Sigmund von Rohrbach, starb am 18. Dezember 1511. Kaiser Maximilian I wollte Thomas Fuchs, bei dem er mit 2540 Gulden hoch verschuldet war, als Nachfolger einsetzen, jedoch formierte sich in der Stadt Regensburg heftiger Widerstand. Man hatte gehofft, sich ohne Reichshauptmann wieder aus der Abhängigkeit des Kaisers lösen zu können. Außerdem war man nicht bereit, das vom Kaiser festgelegte Jahresgehalt des Reichshauptmanns von 400 Gulden zu bezahlen. Der erste Protest der vom Rat der Stadt zum Kaiser nach Wien geschickten Unterhändler Hans Portner und Hans Hirsdorfer wurde abgewiesen. Am 12. März 1512 erschienen auf dem Rathaus in Regensburg die kaiserlichen Kommissare Albert Wolfstein und Jörg Wispek, um Thomas Fuchs als neuen Reichshauptmann in sein Amt einzusetzen. Aber auch diese Emissäre des Kaisers mussten feststellen, dass in Regensburg kein schneller Erfolg möglich war. Der Rat der Stadt spielte auf Zeit, aktivierte juristischen Beistand und widersetzte sich der geplanten Einsetzung von Thomas Fuchs mit immer neuen rechtlichen Einwänden. Im Juli 1512 musste erneut eine fünfköpfige Kommission des Kaisers unverrichteter Dinge aus Regensburg wieder abziehen.
Die Einsetzung des neuen Reichshauptmanns entwickelte sich zu einem Machtkampf zwischen dem Rat der Stadt, der Bevölkerung und dem Kaiser. Eine dritte Kommission des Kaisers erschien am 6. März 1513 in der Stadt, mit den Mitgliedern Wilhelm von Wolfstein, Sigmund von Reizenstein, Jobst Albersdorfer, dem Augsburger Bürgermeister Hans Langenmantel und Georg Rötinger aus Nördlingen. Auch sie blieb erfolglos und die Machtkämpfe innerhalb der Stadtorgane (Innerer und Äußerer Rat, Gemein) zwischen den Anhängern des Kaisers und denen des Bayernherzogs wurden mit aller Härte fortgesetzt. Der kaisertreue Älteste des Rates und Mitglied des Inneren Rates der Stadt Wolfgang Liskircher wurde unter Vorwänden zum Tod verurteilt und am 4. April 1513 gehängt. Erst gegen Ende 1513 nahmen die Spannungen in der Stadt wieder ab und man einigte sich darauf, die Einsetzung eines Reichshauptmanns anzunehmen. Am 2. April 1514 erschien eine letzte Kommission des Kaisers in der Stadt, der neue Reichshauptmann Thomas Fuchs wurde eingesetzt und mit den politischen Gegnern wurde hart abgerechnet. Als Rädelsführer wurde der Dombaumeister Wolfgang Roritzer hingerichtet. Zahlreiche weitere Todesurteile wurden gefällt und vollstreckt. Insgesamt sollen 180 Personen von den kaiserlichen Strafmaßnahmen erfasst worden sein. Am 12. Juni 1514 reiste die Kommission ab und Thomas Fuchs konnte seine Tätigkeit als Reichshauptmann beginnen.

## Tätigkeit als Reichshauptmann
Der Reichshauptmann Thomas Fuchs entwickelte in seiner Amtszeit eine intensive Beziehung zur Stadt Regensburg und ließ sich hier sogar ein eigenes Gebäude als Residenz errichten. Als Reichshauptmann gewann er einen tiefen Einblick in die schwierige Finanzlage der Stadt. Er nutzte dieses Wissen und seine guten Beziehungen zum Kaiser, um der Stadt aus der wirtschaftlichen Krise zu helfen. Der Rat der Stadt fasste Vertrauen zum Reichshauptmann und 1514 wurde eine erweiterte Regimentsordnung verabschiedet, die für eine dauerhafte Stabilisierung der Verhältnisse sorgte. Die Stadt übernahm die Besoldung des Reichshauptmanns und wurde dafür von einigen Abgaben an den Kaiser befreit. Der Reichshauptmann wurde auch beauftragt, die finanziellen Interessen der Stadt gegenüber der vor Ort starken Geistlichkeit mit Bischof Johann an der Spitze wahrzunehmen. Das wurde besonders wichtig, als es 1521 nach dem Bau der Marienkapelle am Standort der zerstörten jüdischen Synagoge zur Marien-Wallfahrt kam, die hohe Einnahmen erbrachte. Auch nachdem Fuchs zum Rat am Reichsregiment in Esslingen ernannt worden war, führte er seine Tätigkeit als Reichshauptmann für Regensburg uneingeschränkt fort und engagierte sich für Regensburg auf Reichstagen, am Kaiserhof und bei der für Regensburg zuständigen kaiserlichen Verwaltung, dem Reichsregiment in Innsbruck. Seine Einflussmöglichkeiten nahmen sogar noch zu. Nach einer Appellation an den kaiserlichen Generalschatzmeister Gabriel von Salamanca wurde Regensburg 1523 sogar von der Türkenhilfe befreit.

## Die Rolle des Reichshauptmanns bei der Vertreibung der Juden aus Regensburg
Im Auftrag des Kaisers oblag dem Reichshauptmann Thomas Fuchs nach seinem Amtsantritt 1514 auch der Schutz der Juden in Regensburg, den sich die Juden durch den an den Kaiser zu zahlenden Judentribut erkaufen mussten. Nur wenige Jahrzehnte zuvor, als im Zuge der Ritualmordlegende in vielen Städten des Reiches Judenpogrome stattfanden, hatte sich aber gezeigt, dass der Kaiser bereit war, sich den Schutz der Juden abkaufen zu lassen. So hatte Kaiser Maximilian I z. B. der Ausweisung der Juden aus Nürnberg 1499 gegen eine Zahlung von 8000 Gulden durch die Stadt zugestimmt. Dagegen hatte sein Vorgänger Kaiser Friedrich III der Stadt Regensburg 1476 die Ausweisung der Juden verweigert, denn Regensburg galt als unzuverlässiger Zahler der Ablösesumme. Stattdessen belegte er die Stadt wegen der unberechtigten Einkerkerung von 17 Juden mit einer Strafe von 8000 Gulden. Die 17 inhaftierten Juden wurden 1480 frei gelassen, nachdem der Kaiser 1479 zugestanden hatte, dass nicht die Stadt, sondern die jüdische Gemeinde selbst die Strafe zahlen sollte. Das sollte durch jährliche Zahlungen von 200 Gulden an die Stadt erfolgen und zusätzlich sollten die Gemeinde jährlich 200 Gulden als Schutzgeld an den Kaiser zahlen. Die Juden konnten das Geld aber nicht aufbringen, weil ihre Gemeinde stark verarmt und zusätzlich auch bei Ottheinrich von Pfalz-Neuburg verschuldet war. Weil Kaiser Maximilian I kein Geld bekommen hatte, verweigerte er 1507 und 1514 erneut Anträge der Stadt, die Juden ausweisen zu dürfen. Wegen der zunehmenden Türkengefahr benötigte der Kaiser aber dringend Geld und sah nach der Einsetzung des Reichshauptmanns Thomas Fuchs nun die Möglichkeit, den als unzuverlässig geltenden Schuldner Regensburg, zur Zahlung zwingen zu können. Die Juristen des Rats der Stadt, wie z. B. Dr. Peringer, wichen dem Zwang aus, verlagerten das Problem auf die juristische Ebene und verzögerten eine Lösung mit der Frage, an wen die Zahlungen im Falle des Todes vom Kaiser zu leisten sein, an das Reich oder an das Haus Habsburg. Auch war strittig, wo der Fall verhandelt werden sollte, beim Reichskammergericht oder beim Regimentsgericht in Innsbruck. Wegen der zu erwartenden Prozessdauer und der hohen Kosten, kam vom kaiserlichen Berater Kardinal Matthäus Lang von Wellenburg der Vorschlag, dass der Reichshauptmann Thomas Fuchs als Richter den Fall entscheiden solle. Diese Lösung wurde aber vom Vertreter der Juden Dr. Zasius abgelehnt. Inzwischen wuchsen in der Stadt die Spannungen zwischen Juden und Bevölkerung immer weiter an und wurden ab 1516 zusätzlich durch den Antisemiten Balthasar Hubmaier angeheizt, der als Domprediger die städtische Bevölkerung gegen die Juden aufhetzte.
In dieser unübersichtlichen Lage starb im Januar 1519 Kaiser Maximilian I und daraufhin überstürzten sich die Ereignisse, weil der Magistrat der Stadt glaubte, in der kaiserlosen Zeit das bestehende Macht-Vakuum nutzen zu können. Am 21. Februar wurde der Judengemeinde vom Reichshauptmann Thomas Fuchs, der als Vertreter des Magistrates auftrat, der Befehl überbracht, die Synagoge zu räumen. Als Grund wurde ein bevorstehender Aufstand der Bevölkerung angegeben. Der Beschluss war bereits am 6. Februar ohne den Reichshauptmann gefasst worden, der aber vorher die Positionen des Magistrates mitgetragen hatte. Gegenüber dem Anwalt der Juden, Dr. Zasius, gab Reichshauptmann Fuchs vor, dass er überrumpelt worden sei, jedoch ist klar, dass er sich den Wünschen der Stadt nicht in den Weg gestellt hatte. Wahrscheinlich hatte er die Pläne sogar gefördert, auch wenn er dann bei der Durchführung der Räumung und der Abbruchmaßnahmen angeblich „gewidert“ gewesen sei. Alle Häuser der Juden und die Synagoge wurden zerstört und sogleich wurde begonnen, an Stelle der Synagoge, die Wallfahrtskirche zur Schönen Maria zu errichten. Damit wurden Tatsachen geschaffen, die auch ein neuer Kaiser nicht mehr rückgängig machen konnte. Auf dem Grundstein der neuen Wallfahrtskapelle findet sich auch der Name des Reichshauptmanns Thomas Fuchs eingraviert, was ein deutliches Indiz dafür ist, dass er an der Aktion beteiligt und vielleicht sogar der Initiator des Baus der Wallfahrtskapelle war.

## Erbschutzvertrag mit dem Haus Habsburg
Die Vertreibung der Juden hatte für die Stadt Regensburg erhebliche nicht nur finanzielle Folgen, denn die Stadt musste alle bestehenden Forderungen an die Juden übernehmen. Die langfristige Abwicklung der Forderungen wurde am 2. März 1521 auf dem Reichstag zu Worms im sogenannten Erbschutzvertrag mit Kaiser Karl V. vereinbart. Die Stadt Regensburg verpflichtete sich vertraglich, alle diejenigen zu entschädigen, die durch die Vertreibung der Juden geschädigt worden waren. So sollte die Stadt z. B. Schulden der Judengemeinde beim Pfalzgrafen Ottheinrich in Höhe von 4100 fl. und auch weitere Schulden der Juden z. B. beim Bischof von Regensburg übernehmen.
An den Vertragsverhandlungen war Reichshauptmann Thomas Fuchs wesentlich beteiligt. Der Erbschutzvertrag wurde für die Zukunft der Stadt Regensburg grundlegend wichtig. Mit diesem Vertrag wurde das erbliche Schutzverhältnis des Hauses Habsburg über die Regensburger Juden in ein erbliches Schutzverhältnis des Hauses Habsburg über die Reichsstadt Regensburg umgewandelt. Um die Verzeihung des Kaisers zur unerlaubten Judenvertreibung zu erhalten, wurde im Vertrag an Stelle der Juden nun die Stadt Regensburg verpflichtet, den ehemaligen Judentribut in Höhe von jährlich 484 Gulden an den Kaiser zu zahlen. Als Gegenleistung erhielt die Stadt eine Schutz-Garantie des kaiserlichen Hauses Habsburg. Im September 1532 verkaufte Erzherzog Ferdinand den Judentribut an die Stadt Regensburg für eine einmalige Summe von 8000 fl., weil er Geld für den Türkenkrieg benötigte. Die Schutz-Garantie wurde dadurch nicht beeinträchtigt.
Als Gläubiger des Kaisers war der Reichshauptmann Thomas Fuchs auch an den vereinbarten finanziellen Transferaktionen beteiligt. Der zwischenzeitlich beim Kaiser aufgelaufene Tribut-Rückstand in Höhe von 1454 fl. Gulden sollte von der Stadt Regensburg statt an den Kaiser direkt an den Reichshauptmann Thomas Fuchs gezahlt werden, um einen Teil der alten Schulden zu begleichen, die der Kaiser bei ihm hatte. Von den jährlich anfallenden Tributzahlungen der Stadt an den Kaiser in Höhe von 484 fl. sollte der Reichshauptmann Fuchs als Zins für die beim Kaiser verbliebene Restschuld 127 fl. jährlich erhalten. Das Zinsgeld wurde bis 1565 von der Stadt an die Nachkommen des Reichshauptmanns ausbezahlt. Erst in diesem Jahr löste die Stadt Regensburg durch Einmalzahlungen an den Kaiser und an die Fuchs-Erben alle Restschulden endgültig ab.

## Haltung des Reichshauptmanns zur Einführung der Reformation
Reichshauptmann Fuchs wurde schon früh mit Luthers Lehre konfrontiert, insbesondere durch seine Verwandten Jakob und Andreas Fuchs, beide Domherren in Bamberg und eifrige Unterstützer der Reformation. Bereits 1518 hatte er persönlichen Kontakt zu Martin Luther. Es war Thomas Fuchs, der mit seinen guten Kontakten zum Kaiser auf Anfrage des Humanisten und Studienfreundes von Luther Crotus Rubeanus für Luther die schriftliche Zusicherung kaiserlichen Geleits zum Reichstag nach Augsburg organisiert hatte. Luther war dorthin zu einem Verhör vorgeladen und wurde zum Widerruf seiner Thesen aufgefordert. Als Reichshauptmann erbat Thomas Fuchs im Dezember 1519 für den Rat der Stadt bei Luther auch ein Gutachten zu der Frage, wer das Patronatsrecht besitzen sollte an der neu zu erbauenden Kirche zur Schönen Maria, die zu dieser Zeit bereits im Entstehen begriffen war. Luther empfahl ihm, beim Rechtsstreit mit dem Bischof eine flexible Haltung einzunehmen, was aber dann nicht befolgt wurde. Auch gilt es als sicher, dass durch den Einfluss des Reichshauptmanns Fuchs der Jurist und Syndicus der Stadt Bamberg Dr. Johannes Hiltner nach Regensburg gerufen wurde, wo er dann ab Januar 1522 als sehr umsichtig agierender Ratskonsulent zum eigentlichen Betreiber der Reformation in Regensburg wurde.
Als Reichshauptmann agierte Thomas Fuchs sehr vorsichtig. Er berichtete dem Rat der Stadt über die grausamen religiösen Auseinandersetzungen in den Städten der Schweiz und riet mehrfach, offiziell am bisherigen Glauben festzuhalten, um das gemeinsame Ziel, den anstehenden Glaubenskonvent nach Regensburg zu holen, nicht zu gefährden. Der Rat der Stadt befolgte seine Ratschläge, verbot z. B. den örtlichen Buchdruckern den Druck von lutherischen Schriften und ordnete auch die öffentliche Verlesung des Wormser Edikts an, in dem die Reichsacht über Luther und ein Druckverbot für seine Schriften verhängt wurden. Der Reichshauptmann Fuchs berichtete dem Erzherzog Ferdinand über die Treue der Stadt gegenüber kaiserlichen und päpstlichen Geboten und wollte mit dieser Strategie erreichen, dass für die Stadt die Aussicht auf den Sitz für eine Reichsbehörde gesteigert würde. Das zurückhaltende und kluge Taktieren des Reichshauptmanns Thomas Fuchs und das damit abgestimmte vorsichtige Agieren des Ratskonsulenten Hiltner hatten zur Folge, dass sich die reformatorische Ansätze in Regensburg langsamer entfalteten als in anderen Städten und die Reformation am Ende im Einklang mit Kaiser und Rat der Stadt, offiziell erst recht spät 1542 eingeführt wurde. Das hatte schon früh den Unwillen mancher Bürger erregt und dementsprechend hatte der Reichshauptmann Fuchs bei den Anhängern Luthers einen schlechten Ruf. Ihm wurde Eigennutz vorgeworfen und die Absicht unterstellt, persönliche Vorteile aus seiner Stellung in der Stadt ziehen zu wollen.

## Besitzungen
Ab 1508 erwarb er Besitzungen der Herrschaft Schneeberg in der nördlichen Oberpfalz, deren Lehen ihm von Kaiser Maximilian I. übertragen wurden. Er nannte sich seitdem auch Thomas Fuchs zu Schneeberg. Kaiser Karl V. belehnte ihn im Mai 1521 auch mit den Herrschaften Schönsee und Reichenstein. Sein Sohn Hans Fuchs fasste schließlich die bis dahin erworbenen Besitzungen Schneeberg, Altenschneeberg, Tiefenbach, Frauenstein, Schönsee, Reichenstein und Winklarn in einer Hand zusammen.
Etwa um 1515 erwarb er an der Ecke der Straße Am Ölberg und der heutigen Gesandtenstraße einen Gebäudekomplex, der als seine Residenz ausgebaut wurde. Das große Anwesen, später bezeichnet als „Fuchs´sche Behausung“, wurde 1531 für 1000 Gulden von der Stadt Regensburg aufgekauft, um 1537 nach dorthin das reichsstädtische Gymnasium zu verlegen. Um 1900 wurde dort das Protestantische Alumneum errichtet.

## Familie
Thomas Fuchs war zweimal verheiratet. Seine erste Frau Margarete erkrankte während des Wormser Reichstags und starb bald danach 1521 in Bad Wildbad. Seine zweite Frau Regina heiratete er 1524 in Esslingen.
Aus erster Ehe stammt Hans Fuchs von Wallburg. Er erbte seine Besitzungen in der Oberpfalz und folgte ihm als Reichshauptmann in Regensburg nach.
Thomas Fuchs starb am 2. Dezember 1526. In der Dominikanerkirche, in direkter Nachbarschaft zur Fuchs’schen Behausung, wurde ein Epitaph errichtet, das bis heute an ihn erinnert.